# Ring 4
Der Ring 4 ist belgische Stadtautobahn, die um Gent führt. Die Gesamtlänge beträgt ca. 60 km.
Die Autobahn ist vor allem für den Verkehr zum Hafen wichtig, jedoch auch als Umgehungsstraße für die Stadt Gent. Im Süden führt der Autobahnring um das Genter Stadtzentrum, im Norden verläuft sie in einem weiten Bogen um die Genter Kanäle und reicht bis nach Zelzate. Ein großer Teil des Weges ist als nur Kraftfahrstraße mit geteilten Fahrbahnen ausgeführt.

## Geschichte/Zustand

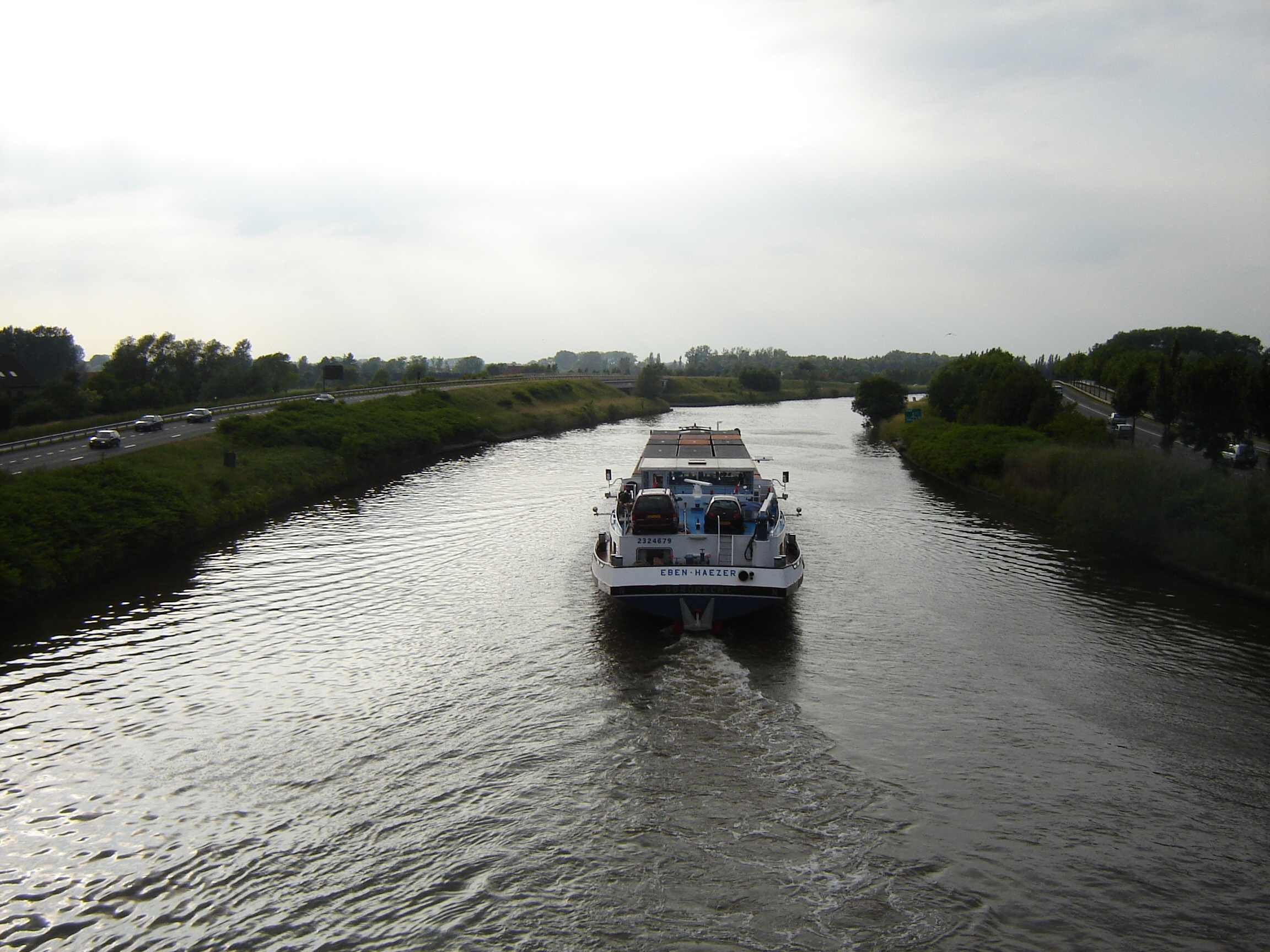
Der Kanal Ringvaart mit der R4 links und rechts des Kanals

Geplant wurde an einer Umgehungsstraße bereits in den 1950er Jahren. Damals wurde der Ringvaart angelegt, ein Kanal, der ebenfalls um die Stadt Gent führt. Man dachte an eine zweispurige Straße am stadtzugewandten Ufer des Kanals. Der Bau der Straße geschah jedoch später. Die Brücken über den Ringvaart waren nicht für den Bau einer derartigen Straße ausgelegt – offenbar ein Planungsfehler – und hätten abgerissen oder erheblich umgebaut werden müssen. So entschied man sich für eine Aufteilung der Straße auf die beiden Ufer. Durch die Bebauung konnten die Abfahrten nicht mit entsprechend langen Verzögerungsstreifen angelegt werden. Die Höchstgeschwindigkeit wurde deshalb von 120 auf 90 km/h heruntergesetzt. Ebenfalls durch die Bebauung bedingt liegen Auf- und Abfahrten asymmetrisch zueinander. Zudem fehlt am Außenring eine Verbindung zwischen Zwijnaarde und der Abfahrt Merelbeke. Zusammen mit dem Bau des Arteveldestadion soll dieses Stück noch angelegt werden. Zudem ist geplant, eine Abfahrt zum neuen Industriegebiet anzulegen, das von der R4 eingekesselt wird.

## Bilder

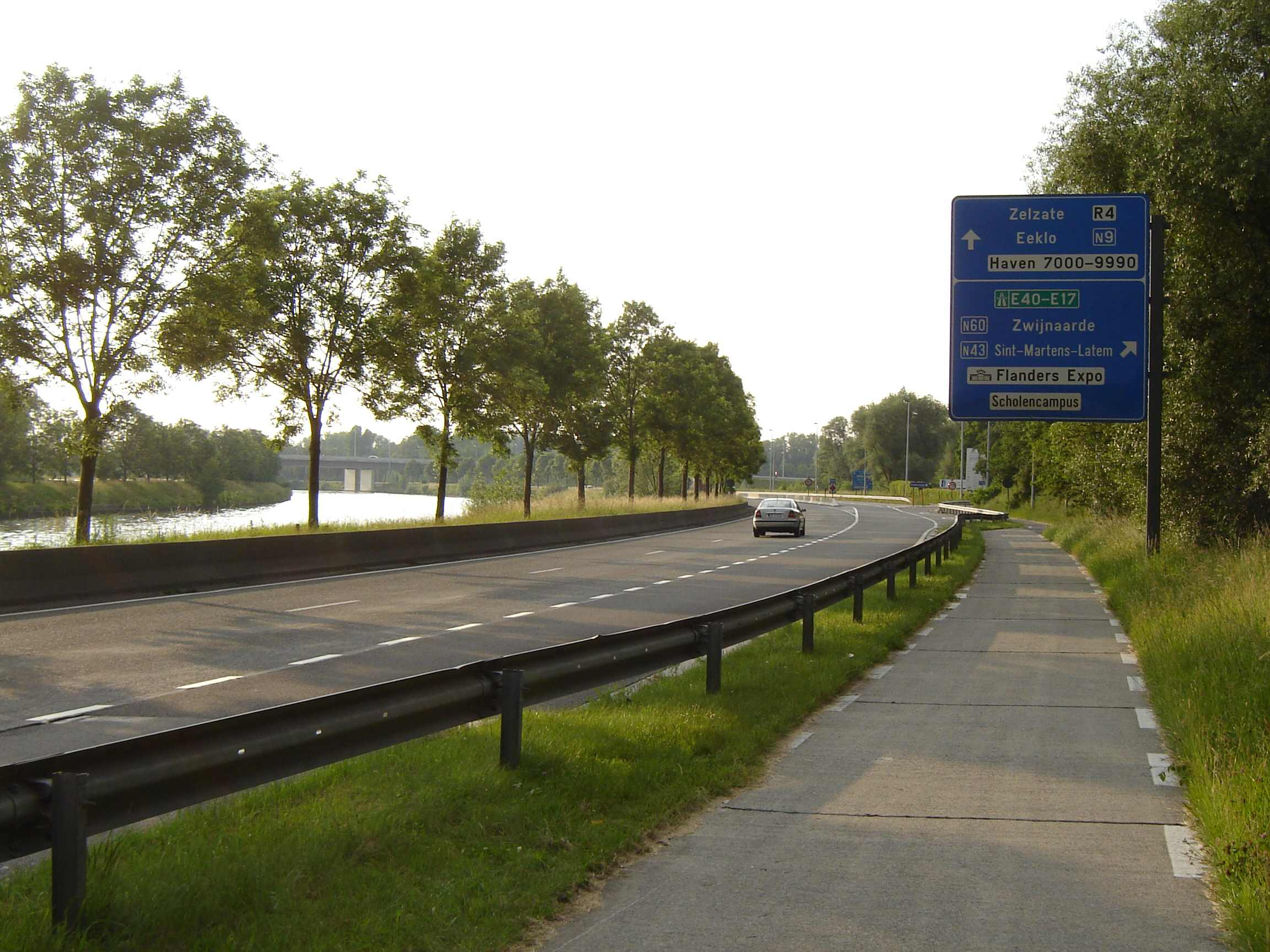
R4 mit der Anschlussstelle an die B402
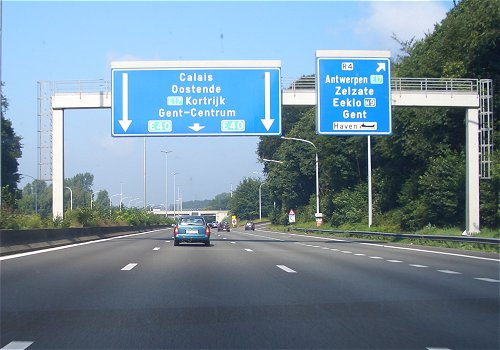
A10 und R4 bei Gent
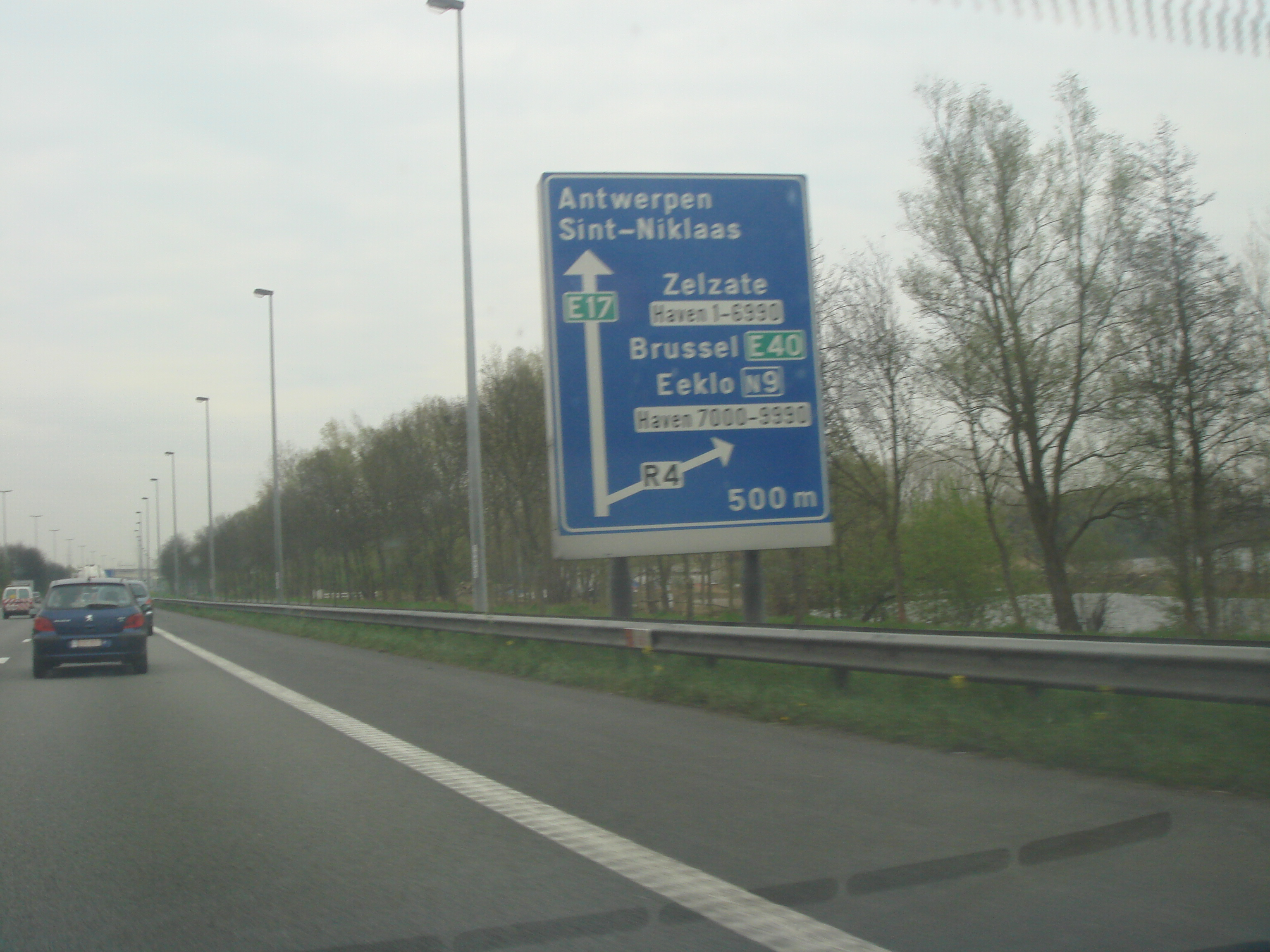
E17 - Ausfahrt auf die R4
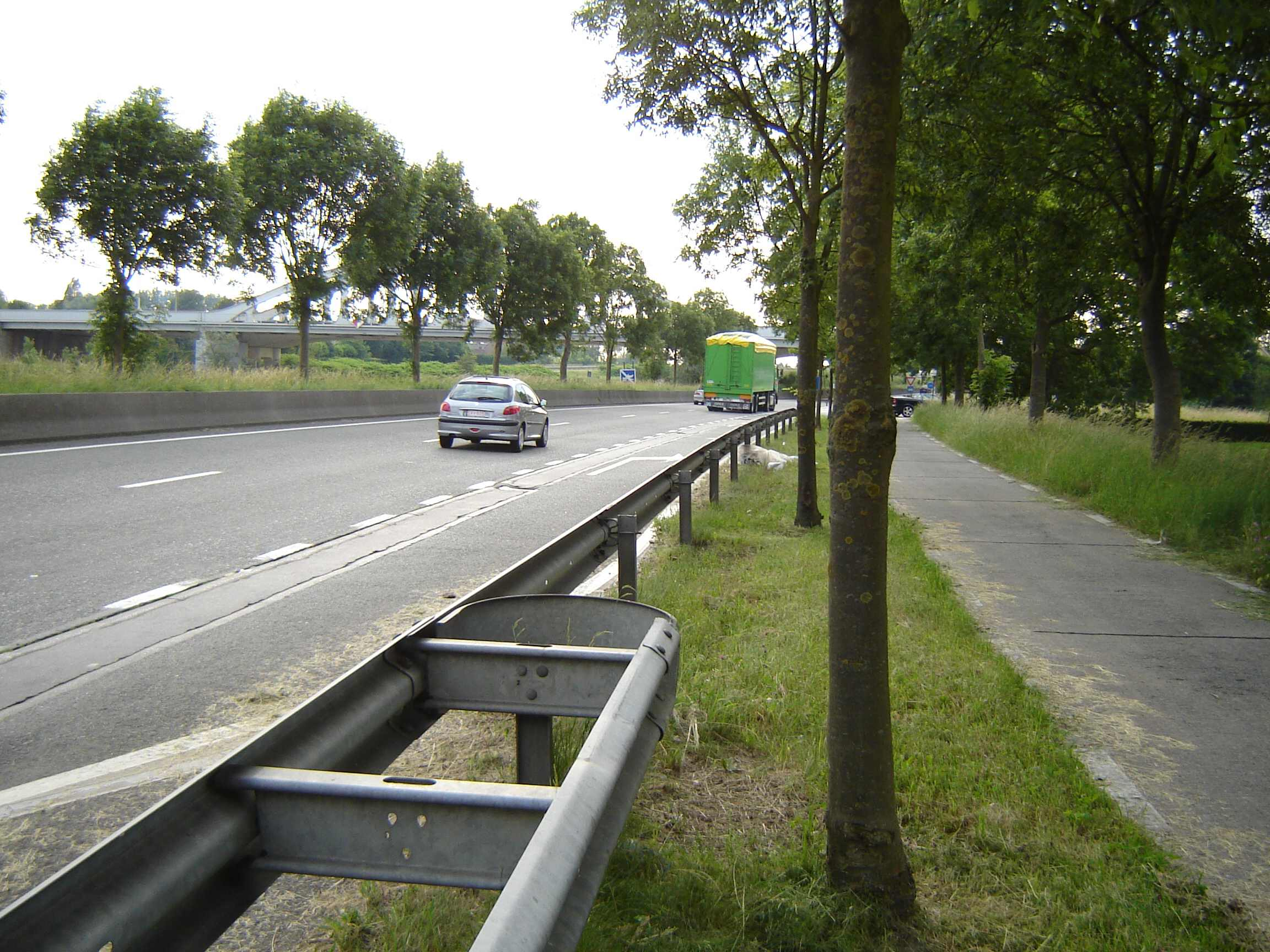
alte, sehr kurze Ausfahrt auf der R4